# Gant-Wevelgem femenina
La Gant-Wevelgem femenina és una cursa ciclista femenina que es disputa anualment a Bèlgica des del 2012. La cursa, es disputa el mateix dia que la seva homònima masculina. Des del 2016, és una de les proves de l'UCI Women's WorldTour.
L'edició inaugural la va guanyar la britànica Elisabeth Deignan i la darrera edició, del 2022, l'italiana Elisa Balsamo.

## Palmarès[5]
| Any  | Vencedora         | Segona            | Tercera                   |
| ---- | ----------------- | ----------------- | ------------------------- |
| 2012 | Lizzie Armitstead | Iris Slappendel   | Jessie Daams              |
| 2013 | Kirsten Wild      | Sanne van Paassen | Kelly Druyts              |
| 2014 | Lauren Hall       | Janneke Ensing    | Vera Koedooder            |
| 2015 | Floortje Mackaij  | Janneke Ensing    | Chloe Hosking             |
| 2016 | Chantal Blaak     | Lisa Brennauer    | Lucinda Brand             |
| 2017 | Lotta Lepistö     | Jolien D'Hoore    | Coryn Rivera              |
| 2018 | Marta Bastianelli | Jolien D'Hoore    | Lisa Klein                |
| 2019 | Kirsten Wild      | Lorena Wiebes     | Letizia Paternoster       |
| 2020 | Jolien D'Hoore    | Lotte Kopecky     | Lisa Brennauer            |
| 2021 | Marianne Vos      | Lotte Kopecky     | Lisa Brennauer            |
| 2022 | Elisa Balsamo     | Marianne Vos      | Maria Giulia Confalonieri |
| 2023 | Marlen Reusser    | Megan Jastrab     | Maike van der Duin        |
| 2024 | Lorena Wiebes     | Elisa Balsamo     | Chiara Consonni           |
| 2025 |                   |                   |                           |